# 村井麻友美
村井 麻友美（むらい まゆみ、1982年8月17日 - ）は日本の女優。東京都出身。身長159cm、体重46kg。血液型はA型。所属事務所は2017年3月よりポエムカンパニーリミテッド。

## 来歴・人物
父は俳優の村井国夫、母は女優の音無美紀子。
2002年「花よりタンゴ」でデビュー。
2007年にはチョーヤ梅酒のCMで親子共演が実現した。主に舞台女優として活躍中。

## 出演

### 舞台
- おしん -加代役
- 花よりタンゴ
- イーハトーボの劇列車
- レ・ミゼラブル(2003年.2005年.2006年 帝劇　他)

- - レ・ミゼラブルinコンサート(2004年)
- 屋根の上のヴァイオリン弾き
- 金子みすヾの世界 -主演 金子みすゞ役
- ひめゆり
- カーネギーの日本人
- ゴースト
- LOVE
- エドの舞踏会
- 佐賀のがばいばあちゃん(中日劇場　他)
- 春日局 (2015年1月 明治座)-千姫役
- 放浪記 (2015年　シアタークリア　他) -女給 君役
- 雪まろげ(2016年　シアタークリエ　他)-千恵役
- ちはやぶる神の国(2017年4月) -濃姫役
- 京の螢火 (2017年11月、明治座) - 女中お島役[5]
- シラノ・ド・ベルジュラック　(2018年5月　日生劇場 他)物売り娘役
- 侍三銃士 (2018年8月　博品館劇場) 花蓮役
- 島津亜矢特別公演 「おりょう」(2019年1月　博多座) おきみ役

### テレビドラマ
- 金曜プレステージ
  - 浅見光彦シリーズ（フジテレビ）
    - 歌枕殺人事件（2009年10月2日）
    - 長崎殺人事件（2010年4月30日）
- 大女優殺人事件（2018年） - 明智才子 役
- 駐在刑事（2018年） - 荒木静香 役
- 黄昏流星群(2018年)-10話　溝口役
- アイターン (2019年)-2.3話

- TWO WEEKS (2019年)- 岡崎亜希子　役

### CM
- チョーヤ梅酒（両親と共演）